# Fond du Lac megye
Fond du Lac megye az Amerikai Egyesült Államokban, azon belül Wisconsin államban található. Megyeszékhelye és legnagyobb városa Fond du Lac. Lakosainak száma 104 154 fő (2020. április 1.). Fond du Lac megye Winnebago, Calumet, Sheboygan, Washington, Dodge és Green Lake megyékkel határos.

## Népesség
A megye népességének változása:
| Lakosok száma | 101 649 | 101 799 | 101 715 | 101 798 | 101 973 | 104 154 |
|               | 2010    | 2011    | 2012    | 2013    | 2015    | 2020    |